# San Luis Potosí Challenger 1998
Il San Luis Potosí Challenger 1998 è stato un torneo di tennis facente parte della categoria ATP Challenger Series nell'ambito dell'ATP Challenger Series 1998. Il torneo si è giocato a San Luis Potosí in Messico dal 6 al 12 aprile 1998 su campi in terra rossa.

## Vincitori

### Singolare
Luis Morejon ha battuto in finale  Andres Zingman con il punteggio di 6–1, 2–6, 6–4.

### Doppio
Edwin Kempes /  Peter Wessels hanno battuto in finale  Jose Frontera /  Bobby Kokavec con il punteggio di 7–6, 4–6, 7–5.